# Aimee-Ffion Edwards
Aimee-Ffion Edwards (Newport, 21 november 1987) is een Welsh actrice uit Newport, Zuid-Wales. Ze is bekend dankzij haar rol als Sketch in de Britse tienergeoriënteerde televisieserie Skins en haar rol in de Britse politieserie Luther als Jenny Jones.

## Filmografie
- 2008: Skins
- 2009: Casualty
- 2009: Casualty 1909
- 2010: Being Human
- 2010: Law & Order: UK
- 2010: Little Crackers
- 2011: Luther
- 2012: Walking and Talking
- 2013-2017: Peaky Blinders
- 2014: A Poet in New York
- 2014: Queen and Country
- 2014-2015: Detectorists
- 2018: Troy: Fall of a City
- 2018: To Provide All People
- 2018-2020: Thunderbirds Are Go
- 2018-2020: 101 Dalmatian Street
- 2019: Curfew
- 2019: Keeping Faith
- 2019: The Left Behind
- 2019: Four Weddings and a Funeral
- 2019: Man Like Mobeen
- 2020: Blithe Spirit
- 2021: War of the Worlds

- Library of Congress Control Number: no2016154836
- Virtual International Authority File: 85148207636800340673
- WorldCat: E39PBJm9gjKFkyKtwwpCV3r8YP